# KNSM-eiland
Het KNSM-eiland is een schiereiland in het IJ in Amsterdam. Het is tevens een van de elf buurten in de wijk Oostelijk Havengebied, die weer onderdeel is van het stadsdeel Amsterdam-Oost. De buurt heeft een totale oppervlakte van 86 hectare, waarvan echter 74 hectare uit water bestaat. Er wonen ongeveer 2300 mensen. Het 'eiland' is genoemd naar de Koninklijke Nederlandse Stoomboot-Maatschappij (KNSM), die hier van 1903 tot 1979 was gevestigd. De herontwikkeling van havengebied tot gevarieerde woonwijk met een vrij hoge bebouwingsdichtheid en een mix van oude en nieuwe architectuur, werd in de jaren 1980 en 1990 gezien als een trendbreuk met de dan toe in Nederland gebruikelijke aanpak van stedenbouw. Het schiereiland geniet enige faam als staalkaart van de architectuur van de late twintigste eeuw.

## Geschiedenis

### Aanleg en bloeitijd haven
Het Oostelijk Havengebied ontstond aan het einde van de negentiende eeuw, toen de bestaande Haven van Amsterdam, onder andere door de bouw van het Centraal Station en aansluitende spoorwegen, te klein en moeilijk bereikbaar was geworden. De eerste pakhuizen aan de Oostelijke Handelskade werden in 1883 gebouwd. Omdat er bij storm niet gewerkt kon worden aan de kade (vanwege de golfslag van het met de Zuiderzee in verbinding staande IJ) werd in 1890 een dam in het IJ aangelegd, later verbreed door het dumpen van baggerspecie uit het Noordzeekanaal. Zo ontstond het Java-eiland, aanvankelijk nog IJ-eiland genoemd. In 1896 werd op het IJ-eiland een kade aangelegd. Kort voor 1900 werd het eiland naar het oosten verlengd, waardoor het later zo genoemde KNSM-eiland ontstond. In 1903 vestigde de Koninklijke Nederlandsche Stoomboot-Maatschappij (KNSM) zich hier.
Zowel aan de Levantkade als aan de Surinamekade verrezen dienstwoningen, administratiegebouwen en langgerekte loodsen. Die laatste waren tegen de klok in genummerd 1 t/m 6, waarvan de loodsen 1, 2 en 3 aan de Levantkade lagen en 4, 5 en 6 aan de Surinamekade. Aan het oostelijk deel van de Levantkade was van 1916 tot 1979 de Nieuwe Rijnvaart Maatschappij (NRM) gevestigd, een dochteronderneming van de KNSM. Aan de (korte) oostzijde van het eiland was geen kade; hier lag wel, direct aan het water, een noord-zuid georiënteerde loods, de enige op het eiland. Over de Verbindingsdam liep een goederenspoorlijn, die zich op het eiland voortzette en vertakte, ongeveer waar nu de KNSM-laan ligt. De grootste bloeitijd van de haven lag in de periode tussen de twee wereldoorlogen.

### Kamp Levantkade
Een aantal loodsen aan de Levantkade en Surinamekade deed in de periode 1945-1946 dienst als interneringskamp voor NSB'ers, verraders van onderduikers en andere collaborateurs. De kampbewoners, waartegen nog bewijzen moesten worden verzameld, moesten hier wachten op een proces. De leefomstandigheden in het kamp waren erbarmelijk, wat blijkt uit een dysenterie-epidemie en diverse opstanden. Het kamp werd in juli 1946 opgeheven, waarna de havenloodsen hun oude functie terug kregen. De gevangenen werden verdeeld over kampen verspreid over het land, zoals Kamp Vught. Sommigen werden vrijgelaten omdat men niet wist wat men met ze aan moest. Bovendien was de volkswoede van bijltjesdag enigszins bekoeld.

### Achteruitgang haven
Na de oorlog volgde voor het Oostelijk Havengebied een periode van achteruitgang. In 1956 vierde de KNSM nog op grootse wijze het honderdjarig bestaan, maar de neergang was toen al ingezet, onder meer als gevolg van de dekolonisatie van Nederlands-Indië en doordat de zeevaart steeds meer overschakelde van stukgoed naar containertransport. Voor de immer groter worden containerschepen was in het Oostelijk Havengebied geen ruimte (en onvoldoende diepgang). De havenactiviteiten werden geleidelijk naar het Westelijk Havengebied verplaatst of gestaakt. In 1979 verlieten zowel de KNSM als de NRM het Oostelijk Havengebied. Op 1 juni van dat jaar werden gronden en opstallen overgedragen aan het gemeentelijk havenbedrijf, waarna een periode van verval aanbrak.

### Krakers en stadsnomaden
Krakers en kunstenaars op zoek naar atelierruimte namen bezit van de leegstaande gebouwen aan de Levantkade en Surinamekade. In de Kompaszaal, onderdeel van Loods 6, begonnen krakers het Open Haven Museum (ca. 1986-2002). Stadsnomaden vestigden zich rondom het Levantplein. Gedurende de jaren tachtig werden diverse plannen ontwikkeld voor de verdere ontwikkeling van het gebied als woonwijk, waarbij de krakers er mede voor zorgden dat niet alle oude havengebouwen verdwenen.

### Herontwikkeling

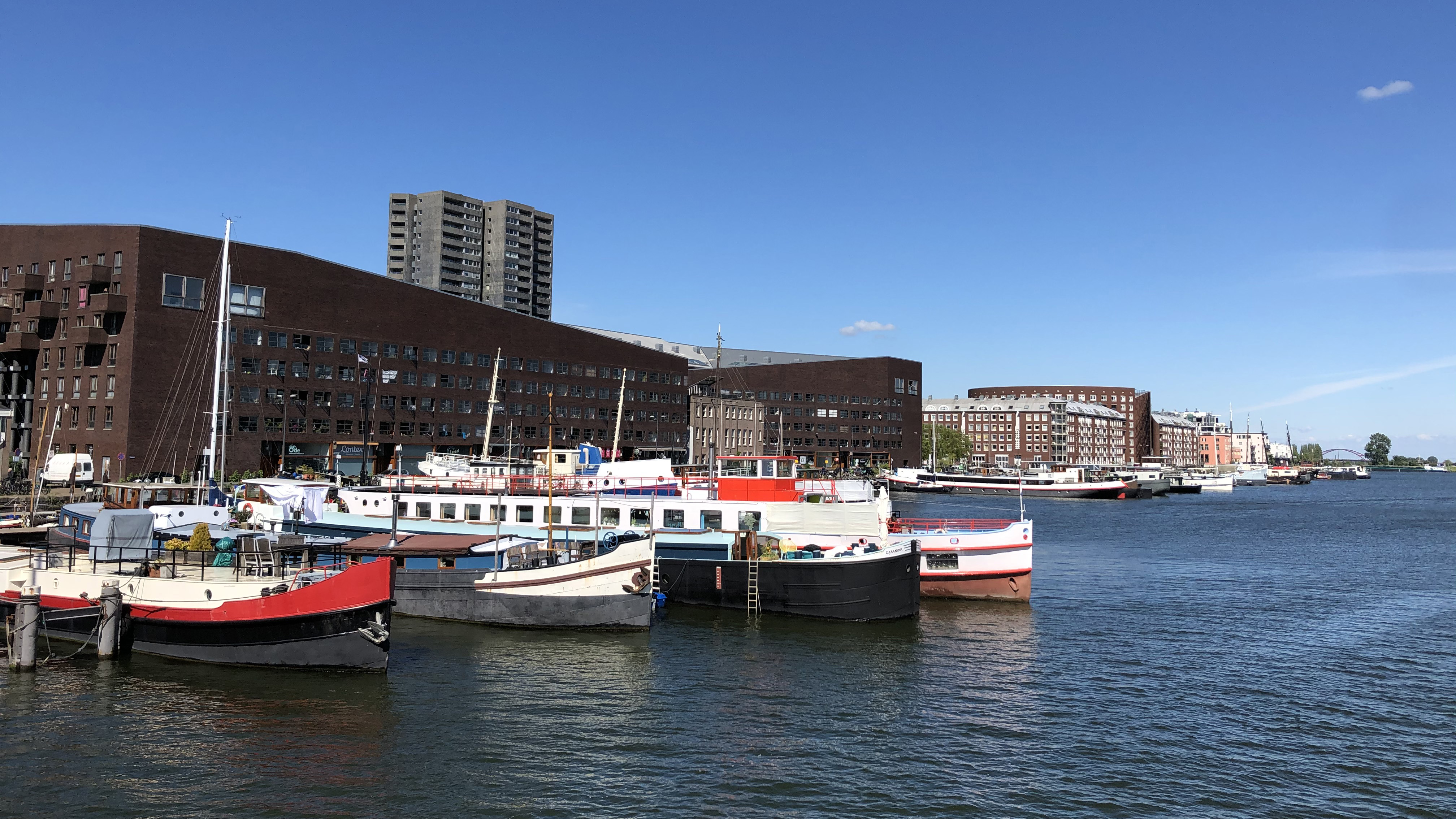
Zicht op de Levantkade vanaf de Blauwehoofdbrug. Links is gebouw Piraeus te zien. Rechts daarvan Barcelona (2020)

In de jaren negentig werd het gebied herontwikkeld tot woonwijk, naar een masterplan uit 1988 van architect-stedenbouwkundige Jo Coenen. In de visie van Coenen moest de zuidzijde van het eiland bebouwd worden met forse, gesloten woonblokken met binnenhoven, zogenaamde 'superblokken', gelegen aan een boulevard-achtige hoofdstraat, de KNSM-laan. Aan de noordzijde kwamen U-vormige woongebouwen en een 64 meter hoge woontoren. Coenen zelf ontwierp het cilindervormige gebouw op de oostelijke punt van het eiland. Tussen de nieuwbouw staan diverse voormalige havenpanden, waarvan de meeste een woonbestemming hebben gekregen.
De voormalige havenkades Levantkade en Surinamekade, genoemd naar de voornaamste bestemmingen van de KNSM, behielden hun namen. Daartussen werd min of meer over de middenas van het eiland de KNSM-laan aangelegd, de voornaamste verkeersontsluiting van het gebied, waarvan ook GVB buslijn 65 gebruikt maakt. Andere straten en pleinen werden eveneens vernoemd naar voormalige KNSM-bestemmingen: Messinastraat, Venetiëstraat, Barcelonaplein, Levantplein en Piraeusplein.
Het Azartplein, genoemd naar het "ship of fools" Azart, verbindt het KNSM-eiland met het iets later herontwikkelde Java-eiland. Op het plein bevond zich van 2004 tot 2018 het eindpunt van tramlijn 10, die via de Verbindingsdam naar het centrum (Leidseplein) en de Staatsliedenbuurt reed. Sinds 22 juli 2018 is deze lijn vervangen door tramlijn 7, die eveneens naar het Leidseplein rijdt en verder naar Slotermeer. Sinds 2014 verbindt de Oostveer (veer F1) het Azartplein met de Zamenhofstraat op de noordelijke IJ-oever.

### 'Yuppeneiland'
Het KNSM-eiland werd al snel, waarschijnlijk door de relatief centrale ligging en de geslaagde combinatie van oude en nieuwe architectuur, een van de populairste woonbuurten in Amsterdam. Het Britse architectuur- en designtijdschrift Wallpaper noemde het een van de "hottest hoods" (populairste buurten) ter wereld, waar vooral jonge singles en tweeverdieners uit de creatieve en internetsector zich graag vestigden. In 1998 maakte Bregtje van der Haak voor de VPRO de televisiedocumentaire Leven en werken over de bewoners van het KNSM-eiland, die worden geportretteerd als 'yuppen' die vooral bezig zijn met zelfverwerkelijking, waarbij werk de hoogste prioriteit heeft.

## Demografie
Anno 2023 bedroeg het inwonertal van het KNSM-eiland 2315 (jaargemiddelde). In 2014 was dat nog 2447, een daling in tien jaar van 5,4%. Het aantal inwoners van de wijk Oostelijk Havengebied, waarvan het KNSM-eiland deel uitmaakt, nam in diezelfde periode toe van 17.993 tot 20.575, een groei van 14%, voornamelijk het gevolg van de oplevering van een groot aantal woningen in de Cruquiusbuurt. Ongeveer 58% van de bewoners van het KNSM-eiland waren in 2023 45 jaar of ouder. Slechts 16% was jonger dan 25. De buurt is daarmee meer vergrijsd dan de gemeente Amsterdam gemiddeld (37% > 45 jaar, 27% < 25 jaar). 57% van de bewoners was op 1 januari 2024 ongehuwd, minder dan het Amsterdamse gemiddelde (65%). 43% van de bewoners had een migratieachtergrond, eveneens minder dan het Amsterdams gemiddelde (60%).
Op het KNSM-eiland bedroeg het gemiddeld inkomen per inwoner in 2023 €43.400 (per inkomensontvanger: €49.900) en lag daarmee boven het Amsterdams gemiddelde (€36.513, respectievelijk €44.276). Circa 8% van de huishoudens op het KNSM-eiland had een inkomen op of rond het sociaal minimum; in de gemeente Amsterdam lag dat percentage rond 12%. De buurt telde anno 2023 1.324 woningen, waarvan 48% koopwoningen. Van de huurwoningen bestond het merendeel uit sociale huurwoningen, ofwel 45% van de totale woningvoorraad, hetgeen hoger was dan het wijkgemiddelde (32%) en het Amsterdams gemiddelde (40%). De gemiddelde WOZ-waarde van een woning in de buurt bedroeg in 2023 €581.000, aanzienlijk meer dan het Amsterdams gemiddelde (€456.597), maar minder dan het wijkgemiddelde (€630.000).

## Architectuur, erfgoed, kunst

### Nieuwbouw
- Barcelona of Albertcomplex (1993), een historiserend ontwerp van de Belgische architect Bruno Albert met neoclassicistische elementen. Het cirkelvormige binnenplein, het Barcelonaplein, wordt aan de zuidzijde afgesloten door een monumentaal hekwerk van Narcisse Tordoir.
- Piraeus of Kollhoffgebouw (1994), ontworpen door de Duitse architecten Hans Kollhoff en Christian Rapp. Het grote, monumentale bouwblok van donkerbruine baksteen en hellende zinken daken is als het ware om een voormalig havengebouw heen gevouwen. Het openbaar toegankelijke binnenplein, het Piraeusplein, is geplaveid met hergebruikte Stelconplaten.
- Emerald Empire (1996), ontworpen door de Nederlandse architect Jo Coenen, ligt op de oostelijke punt van het schiereiland. Het is een groot, wit en rond gebouw in modernistische stijl, dat omgeven is door zeven uit het water oprijzende villa's, de zogenaamde 'parels'.
- Skydome (1996) van de Nederlandse architect Wiel Arets is de enige woontoren op het KNSM-eiland.
- Hoogwerf (2001), van het Zwitserse bureau Diener & Diener Architekten. Dit gebouw vormt een eenheid met het gebouw Hoogkade op het Java-eiland, dat qua oriëntering de rooilijn van de Levantkade voortzet. Uit stedenbouwkundig oogpunt vormen Hoogkade & Hoogwerf het derde 'superblok' (samen met Piraeus en Barcelona), een voortzetting van de grootschalige bebouwing aan de zuidzijde van het KNSM-eiland.

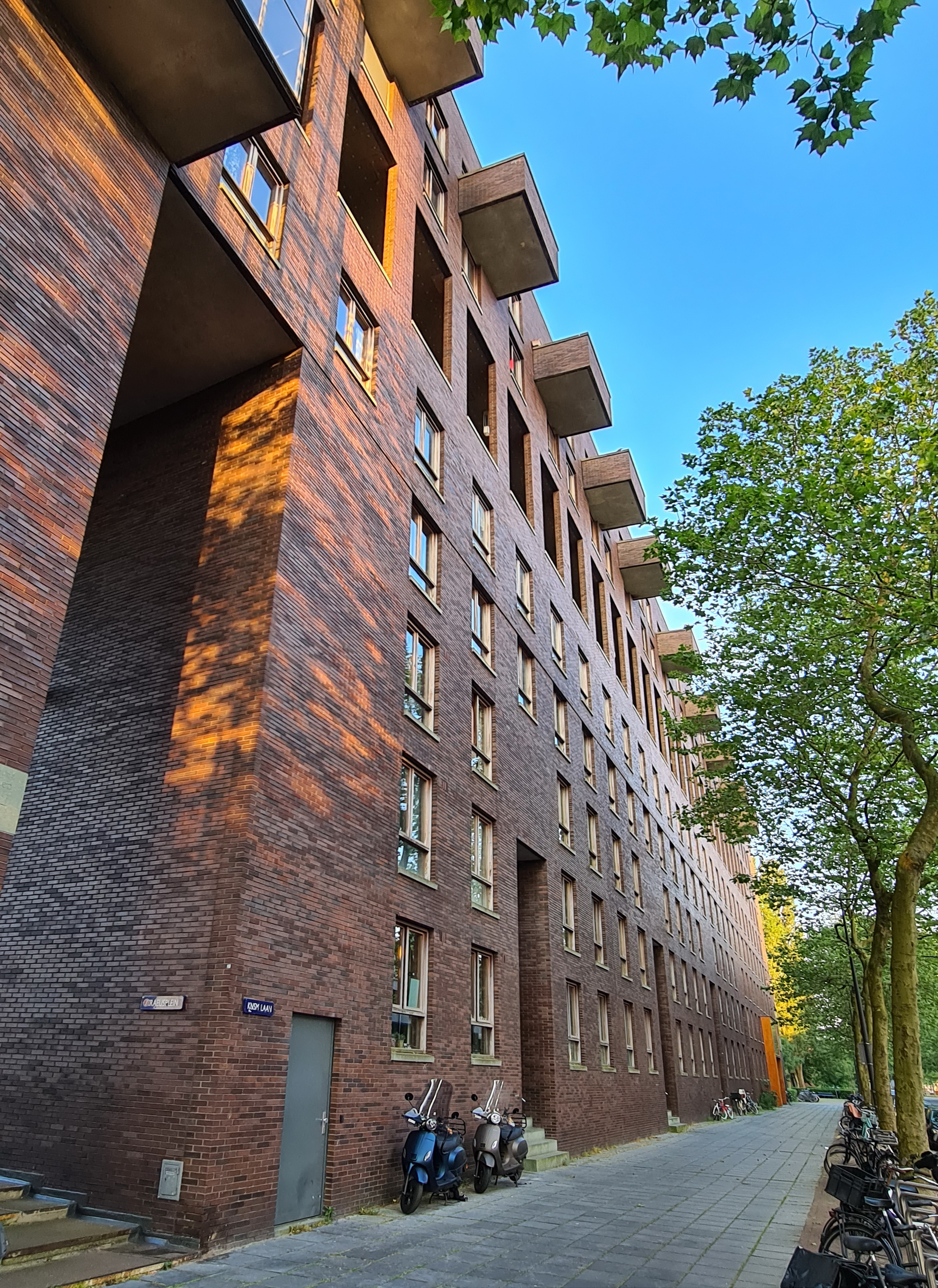
Detail Piraeus
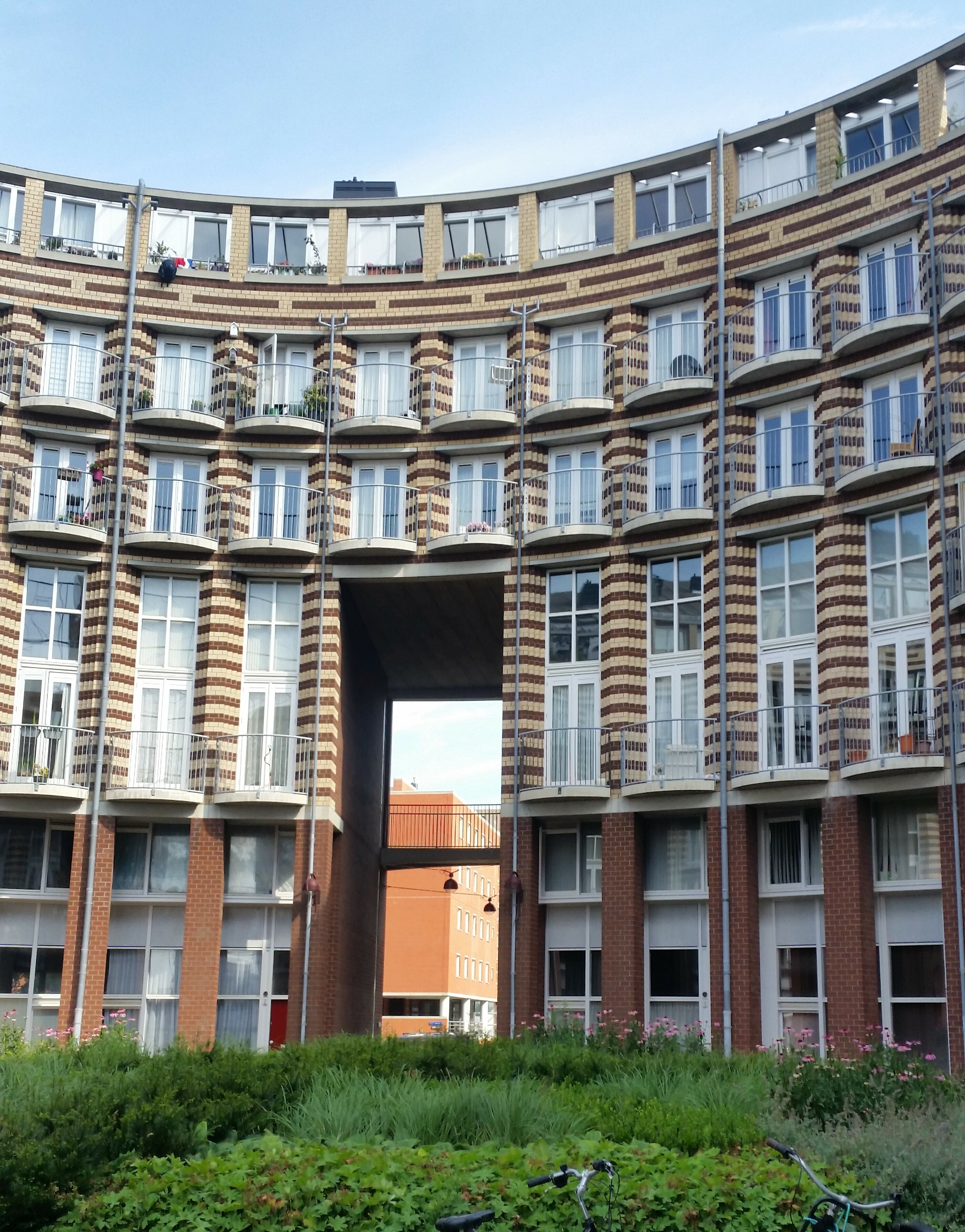
Detail Barcelona
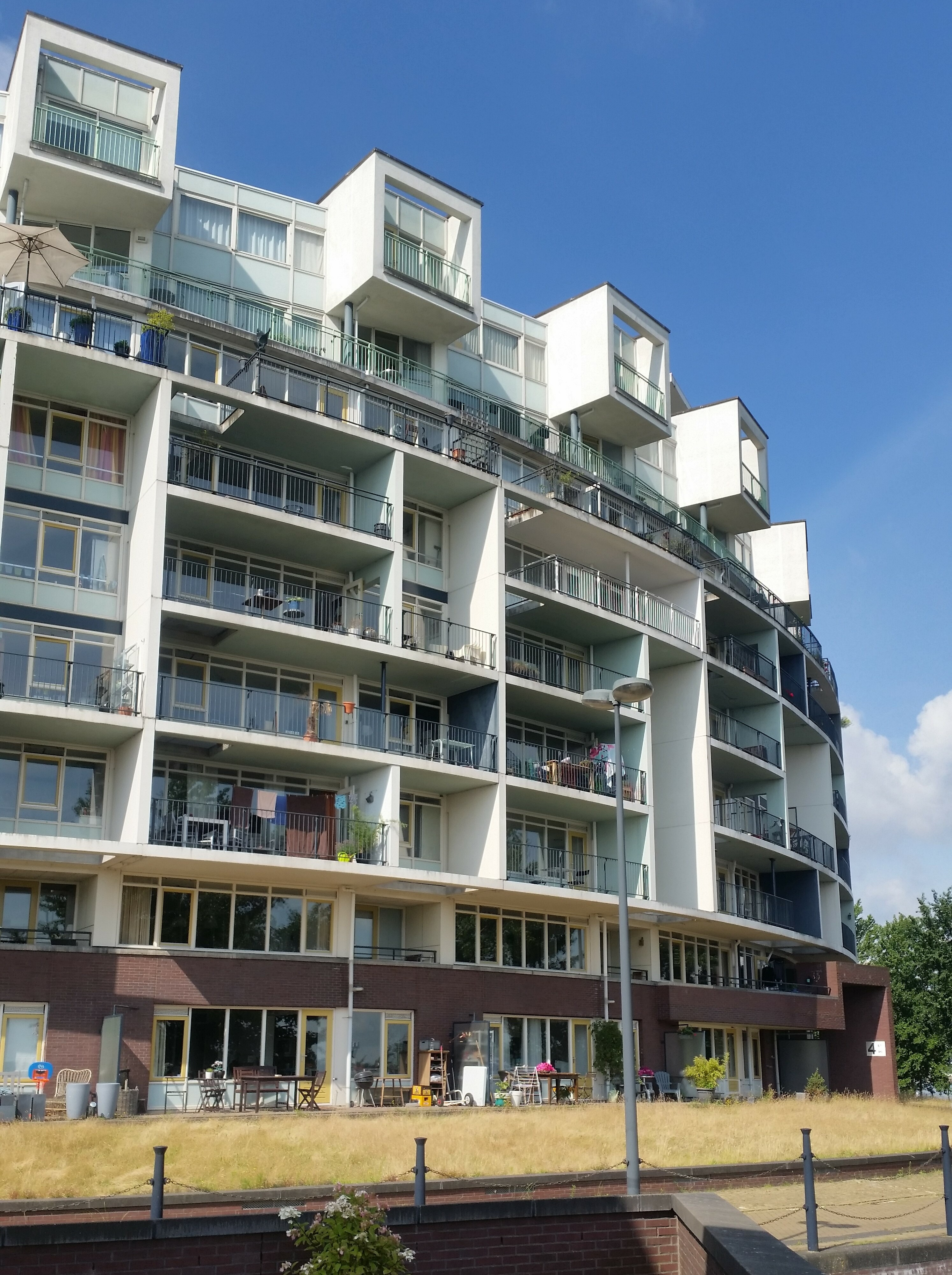
Emerald Empire
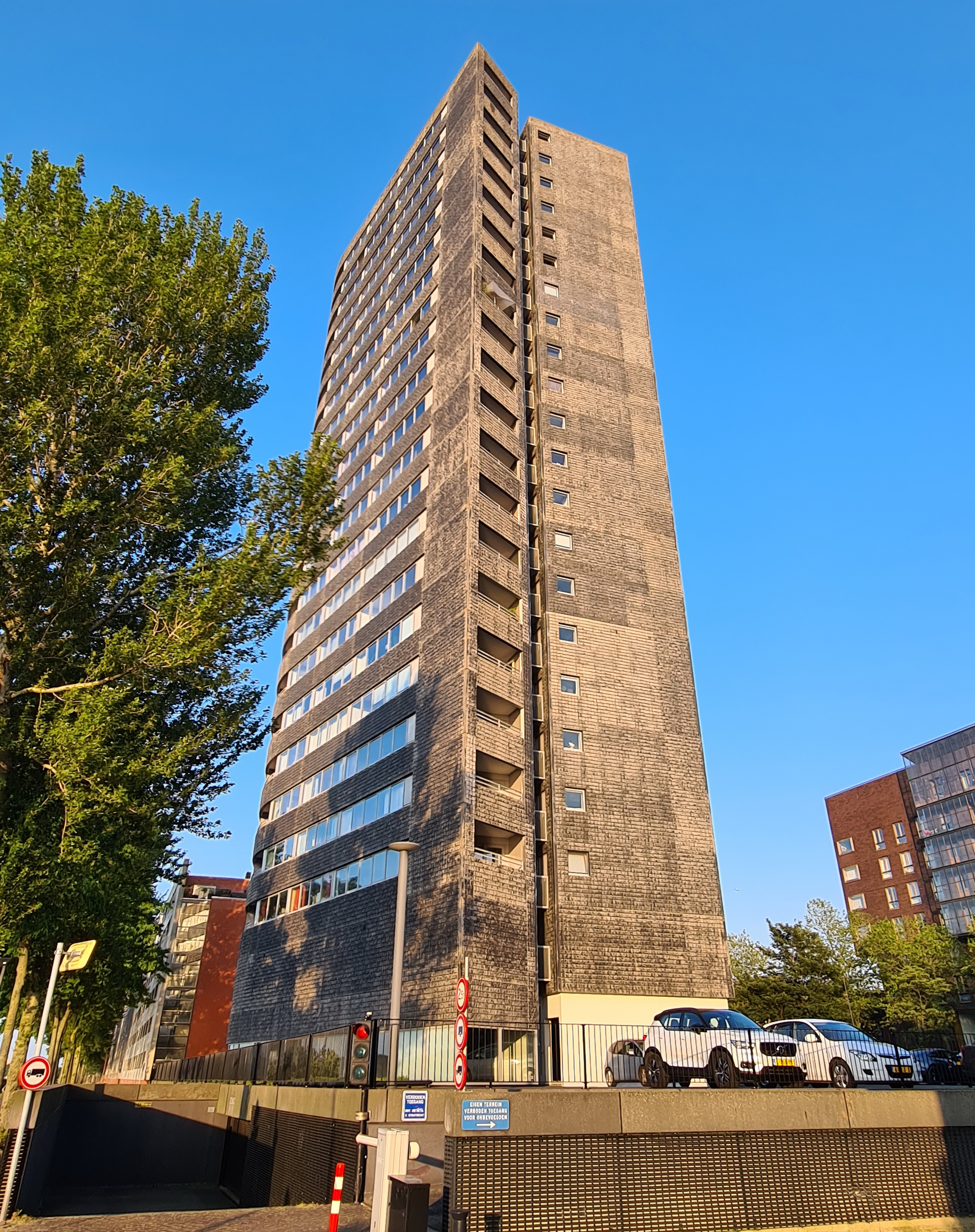
Skydome

### Behouden erfgoed
Anders dan op het Java-eiland, bleef op het KNSM-eiland een deel van de oude havengebouwen gehandhaafd, zoals het kantinegebouw, de kapiteinswoningen, de dokterswoningen, de botenloods (een restant van loods 1), loods 6, het douanegebouw en het bedrijfspand van de NRM. Loods 6, de havenkraan en het kantinegebouw zijn gemeentelijke monumenten.

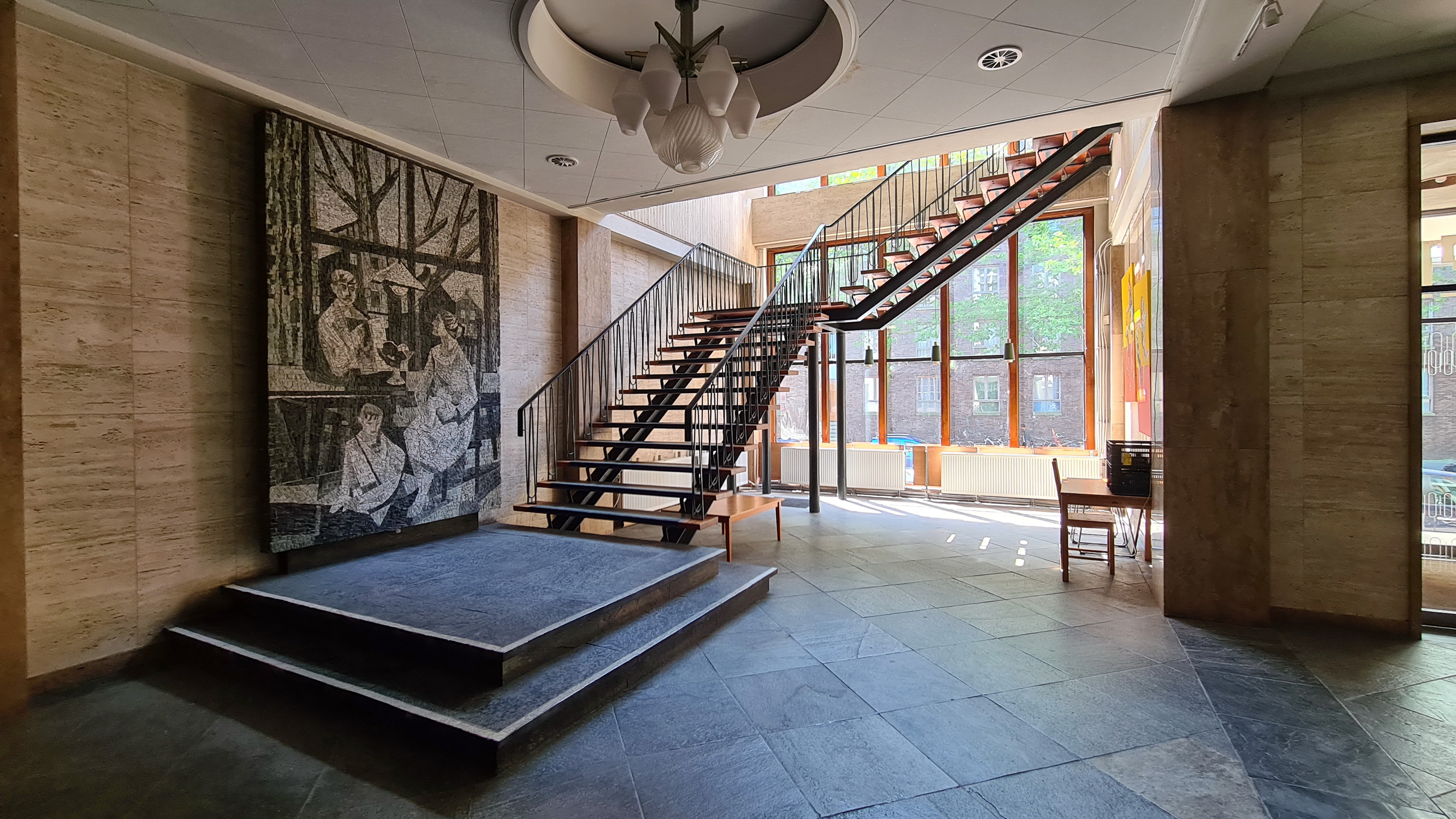
Interieur van de aankomst- en vertrekhal in Loods 6

- Loods 6 is nu o.a. een ateliergebouw en biedt onderdak aan diverse winkels, een galerie en een kunstuitleen. De grote bagagehal wordt soms gebruikt voor exposities. In de voormalige vertrek- en aankomsthal is een kleine expositie over de geschiedenis van het gebied ingericht. De entreehal, het trappenhuis en de op de eerste verdieping gelegen Kompaszaal zijn goed bewaard gebleven voorbeelden van architectuur en inrichting uit de jaren 1950. Op de Surinamekade achter het gebouw staat nog een historische havenkraan, kraan 2868.
- De voormalige KNSM-kantine ("Edelweiss") aan het Levantplein werd door het gemeentelijk grondbedrijf voor het symbolische bedrag van één gulden verkocht aan de toen inwonende kunstenaars. In 1997 kwam men er per toeval achter dat er gevaarlijk loszittend blauw asbest tegen de ijzeren constructie zat. Het VPRO-tv-programma Lopende Zaken maakte hierover destijds een televisiereportage.
- Ook het voormalig bedrijfsparkje van de KNSM uit 1953 is behouden gebleven. Het werd in 1994 onder leiding van de oorspronkelijke ontwerpster Mien Ruys gerestaureerd en heet sindsdien officieel Mien Ruysplantsoen.[17]
- Diverse woonschepen aan de Levantkade behoren tot het varend erfgoed.
- De radarpost Surinamekade op de noordoostelijke punt van het eiland, verwijst naar de betekenis van het IJ voor de scheepvaart, ook nu nog.

Havengebouwen

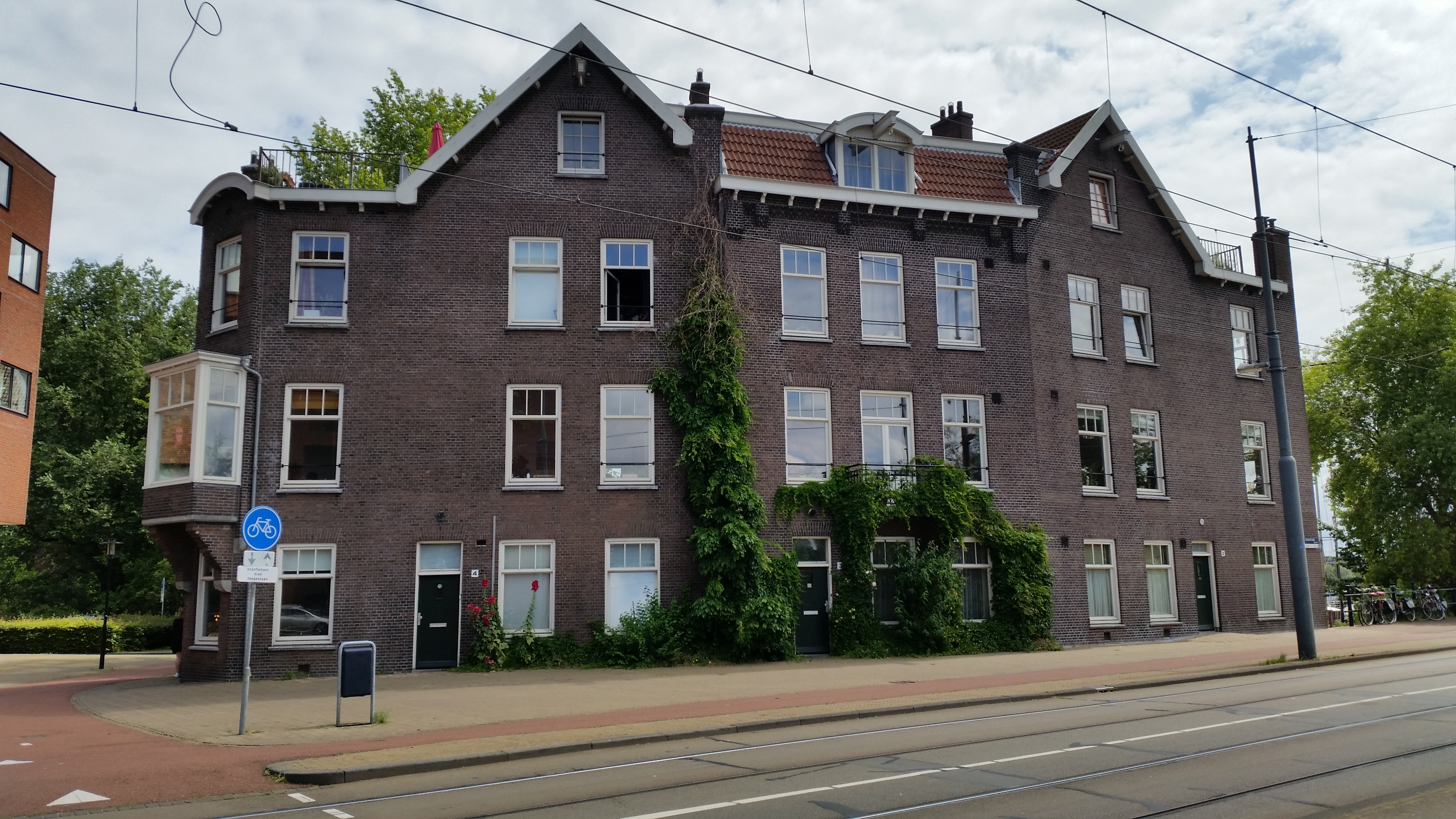
Levantkade 1-5 ("kapiteinswoningen")
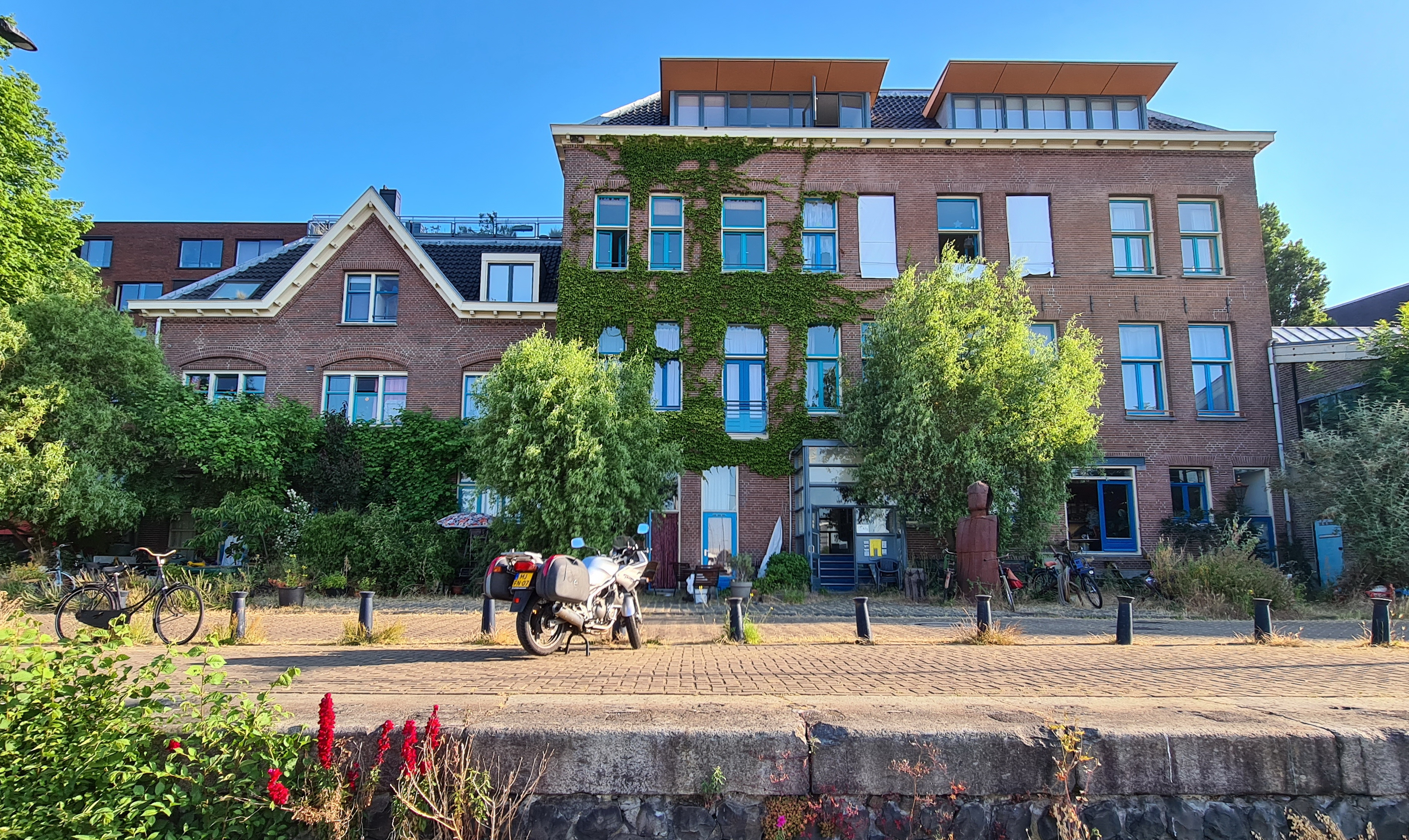
Levantkade 7-43 ("Levantkade 6")
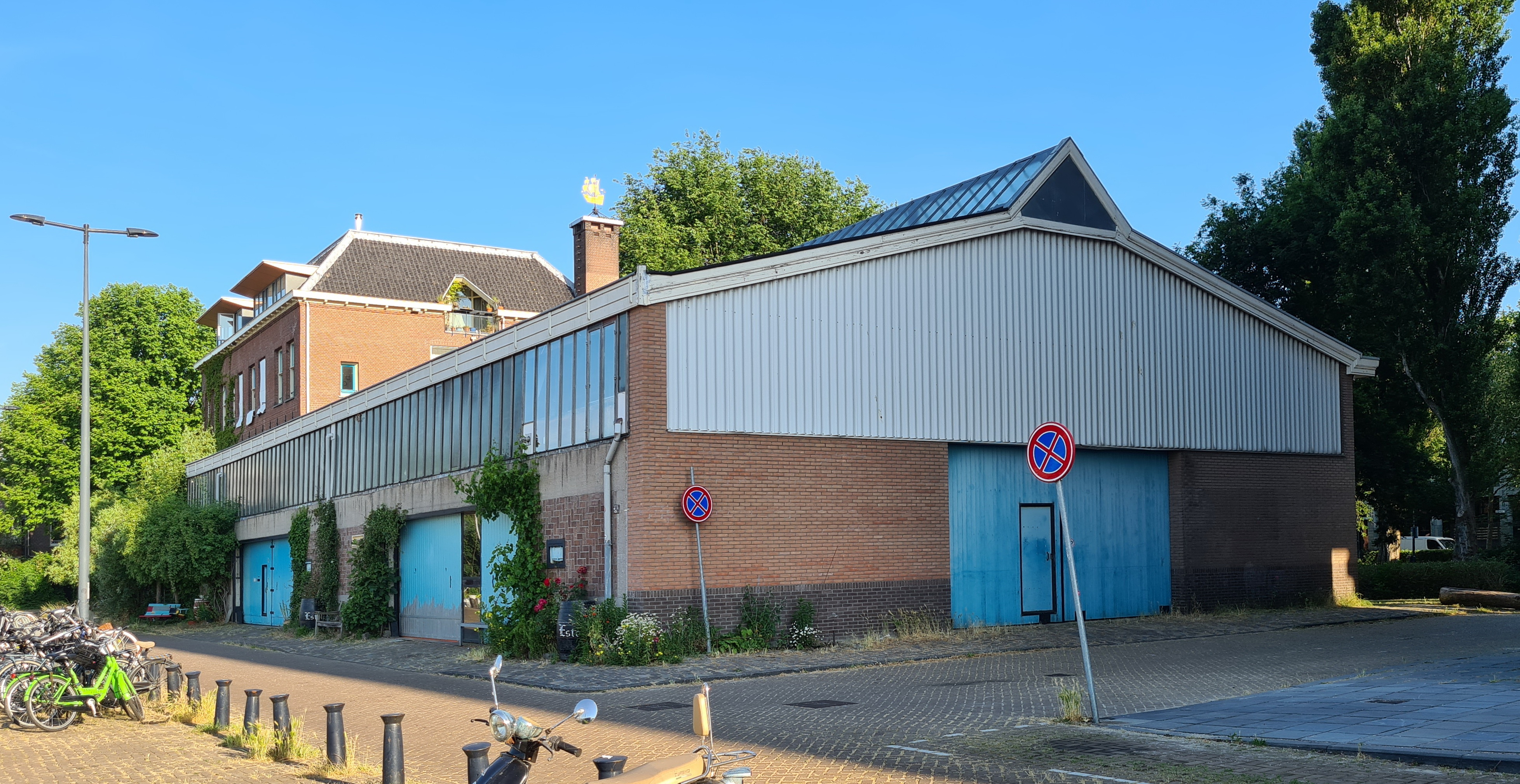
Levantkade 45 (botenloods)
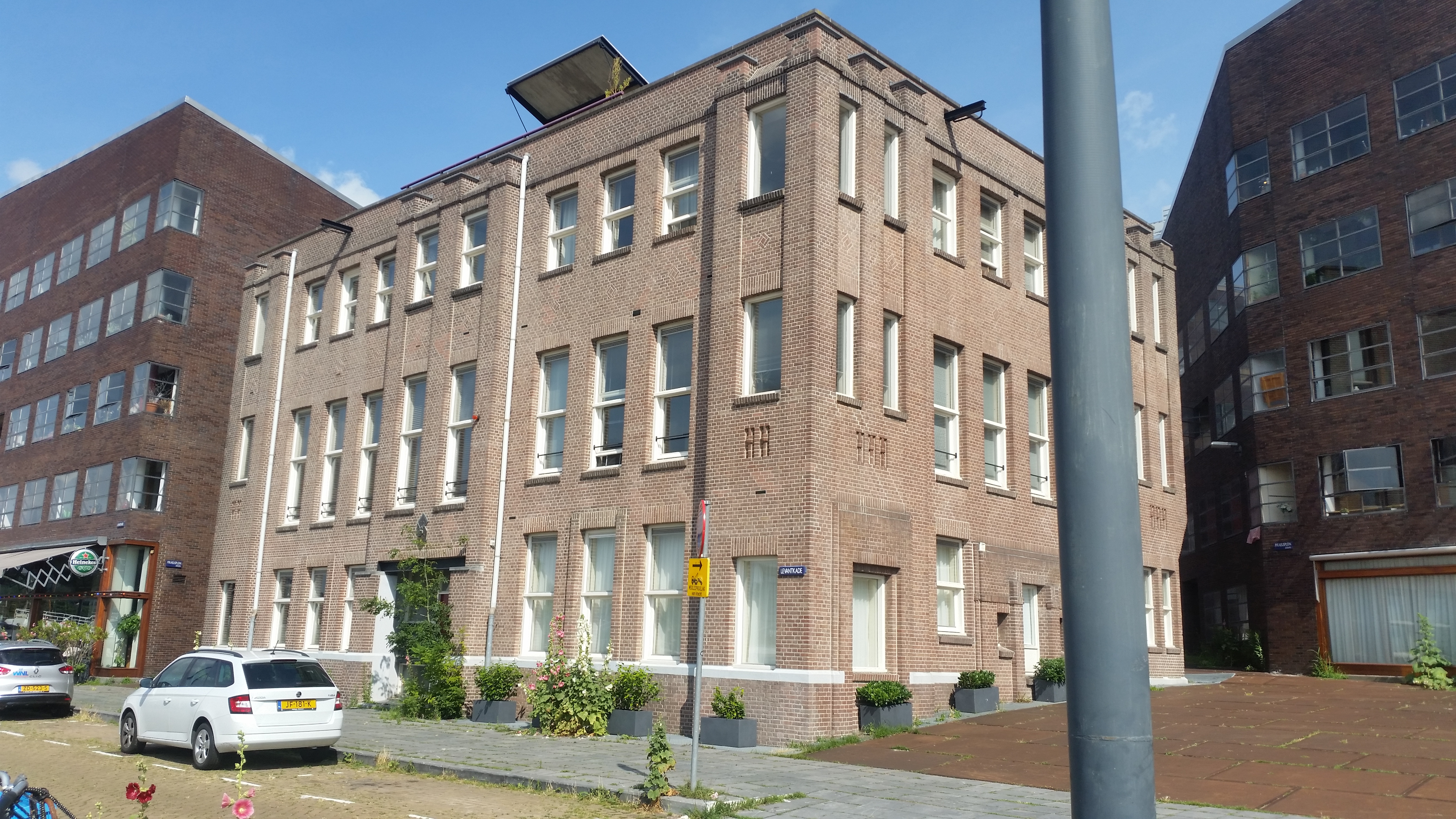
Levantkade 151-165 ("Levantkade 8")
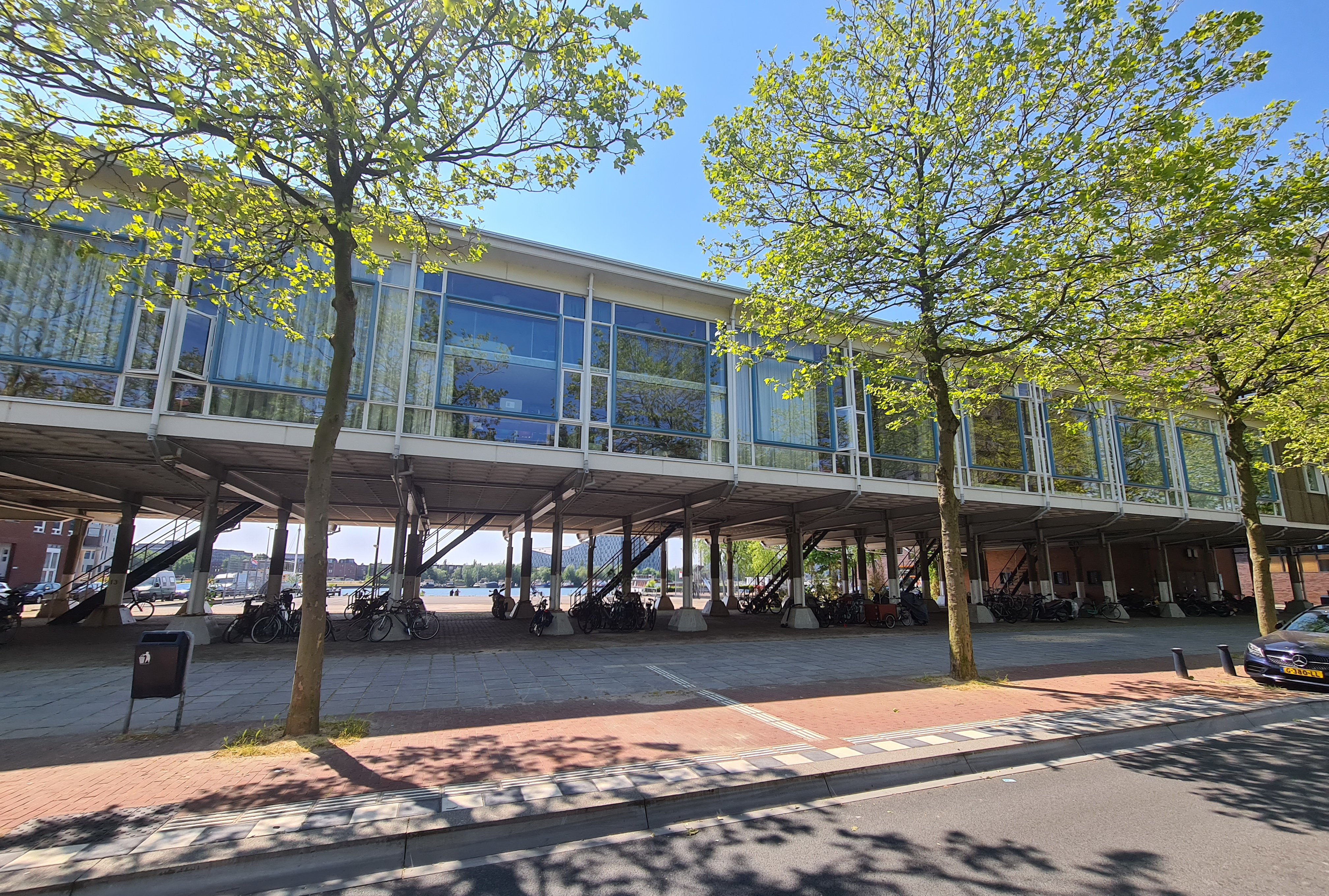
Levantplein 1-15 (kantinegebouw, "Edelweiss")
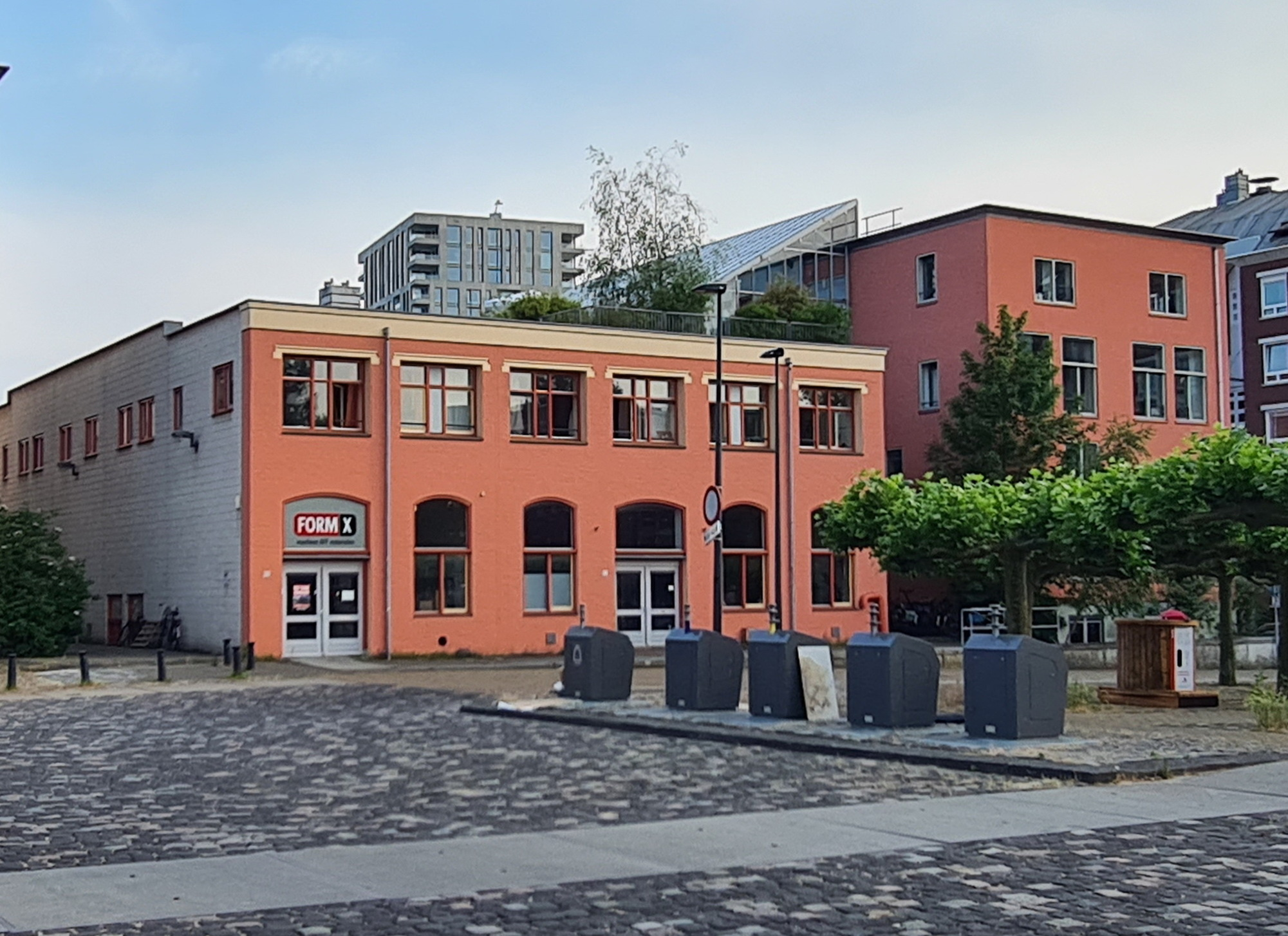
NRM-pand ("Levantkade 10")
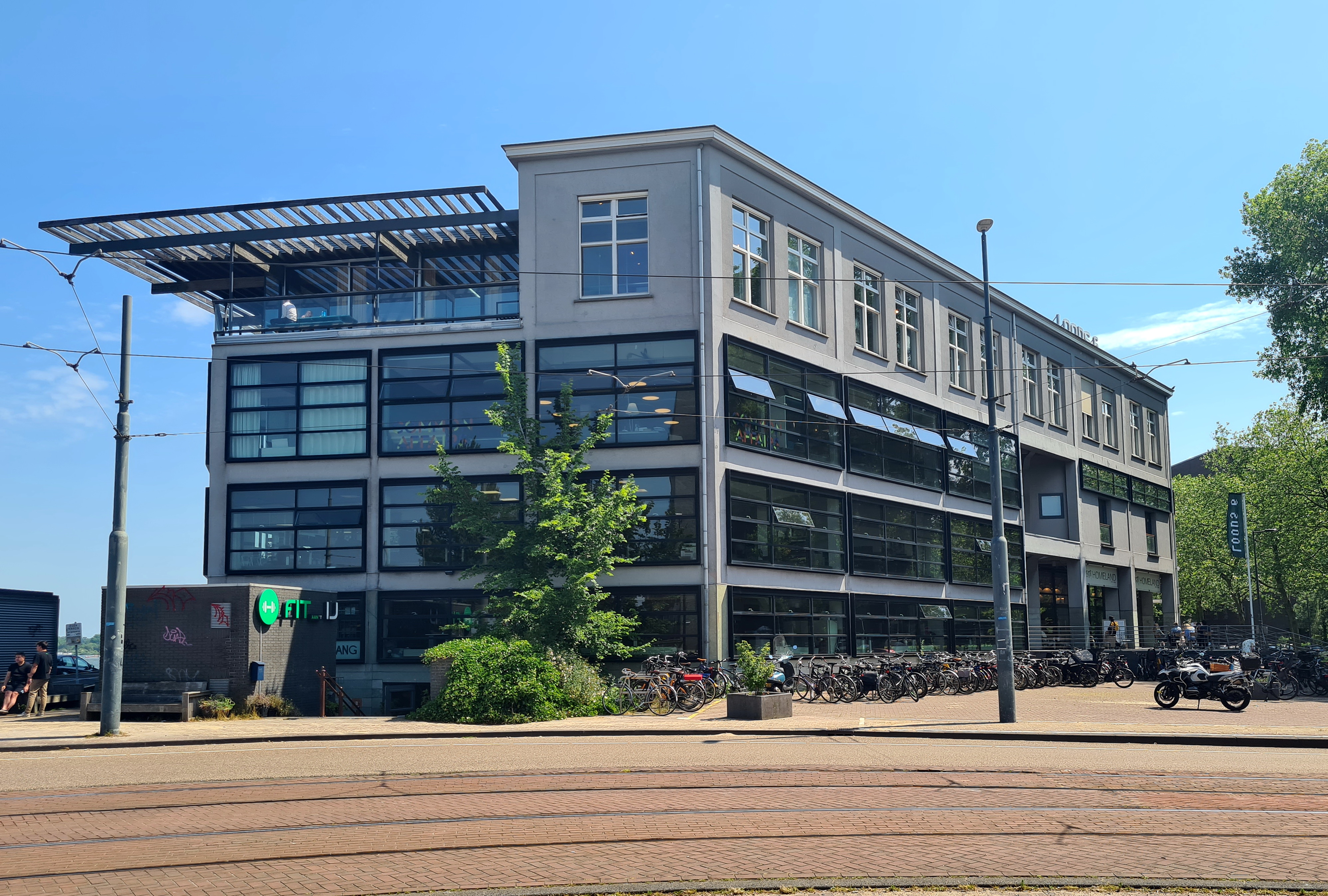
Loods 6
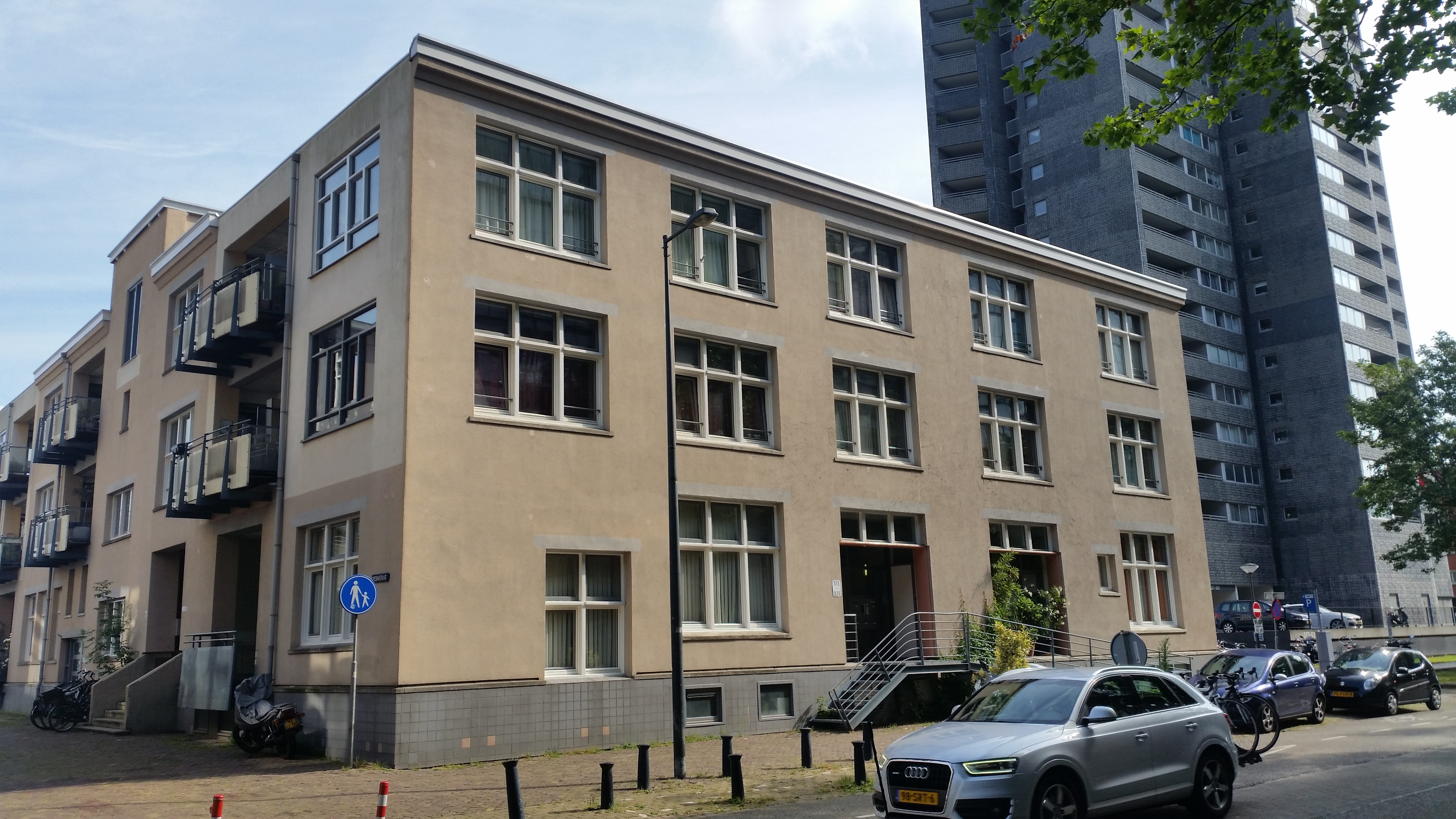
Messinastraat 2-48 (douanegebouw)

Schepen, kademuren, havenkraan, radarpost

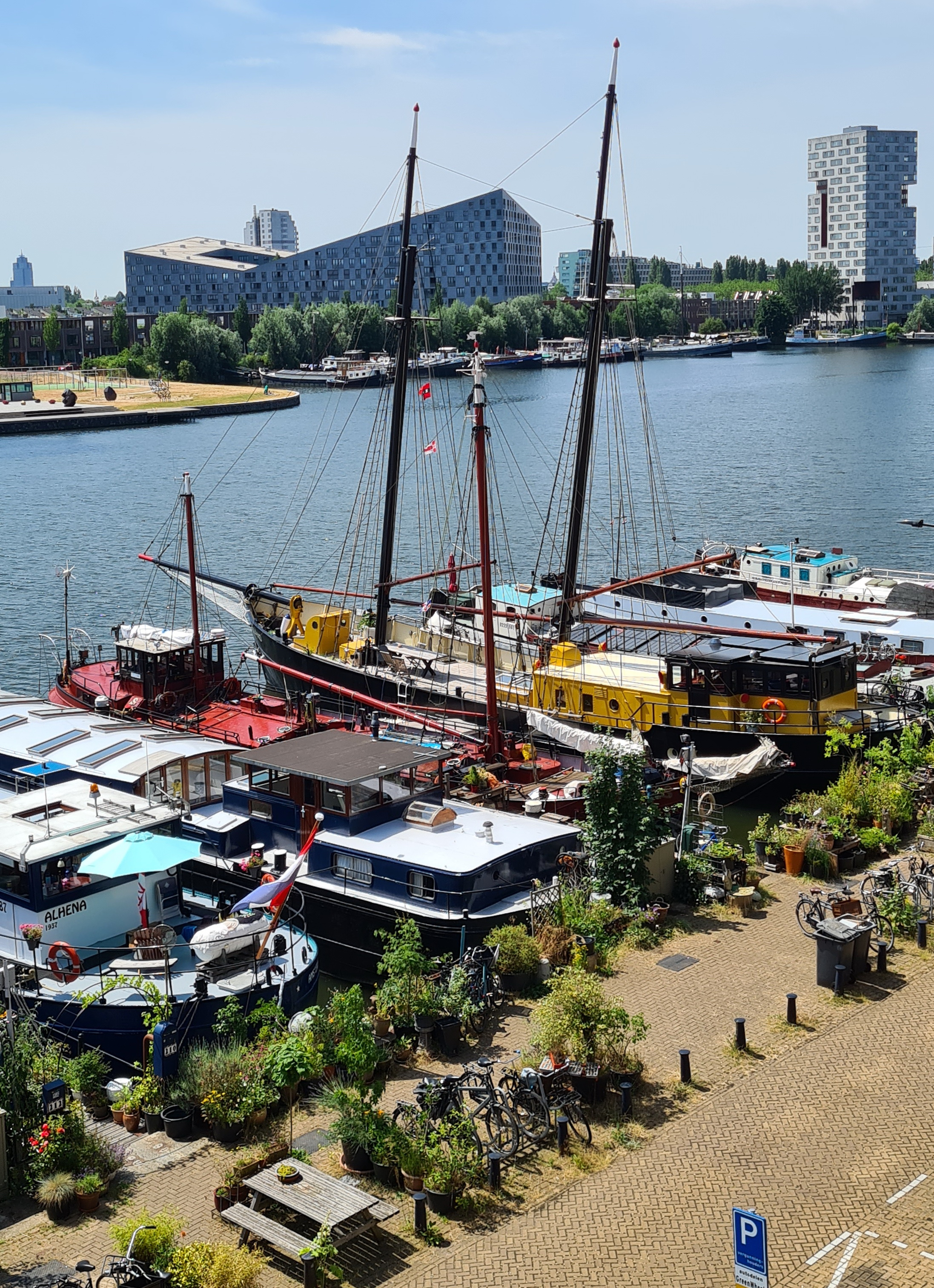
Woonschepen Levantkade
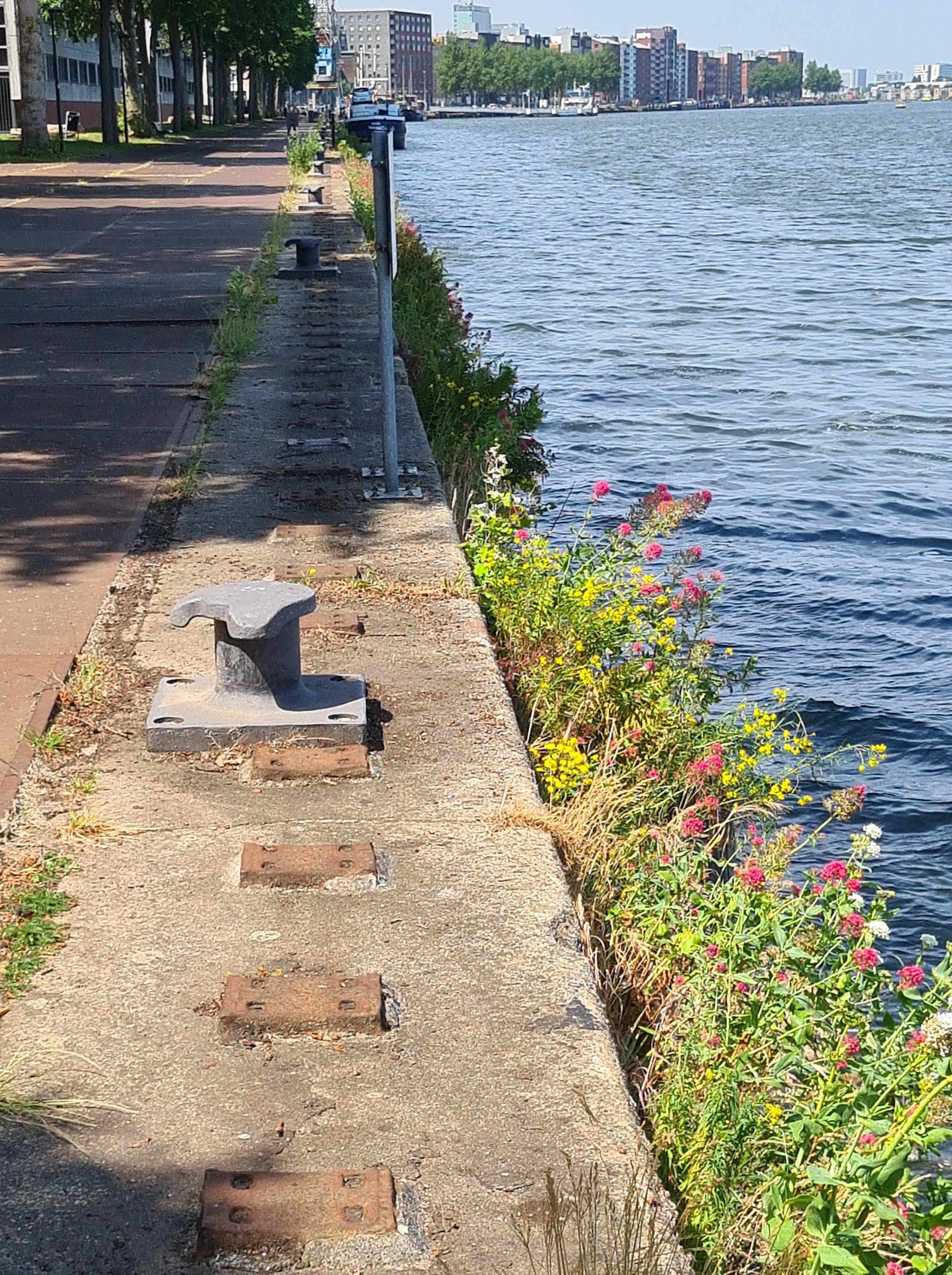
Kademuur Surinamekade
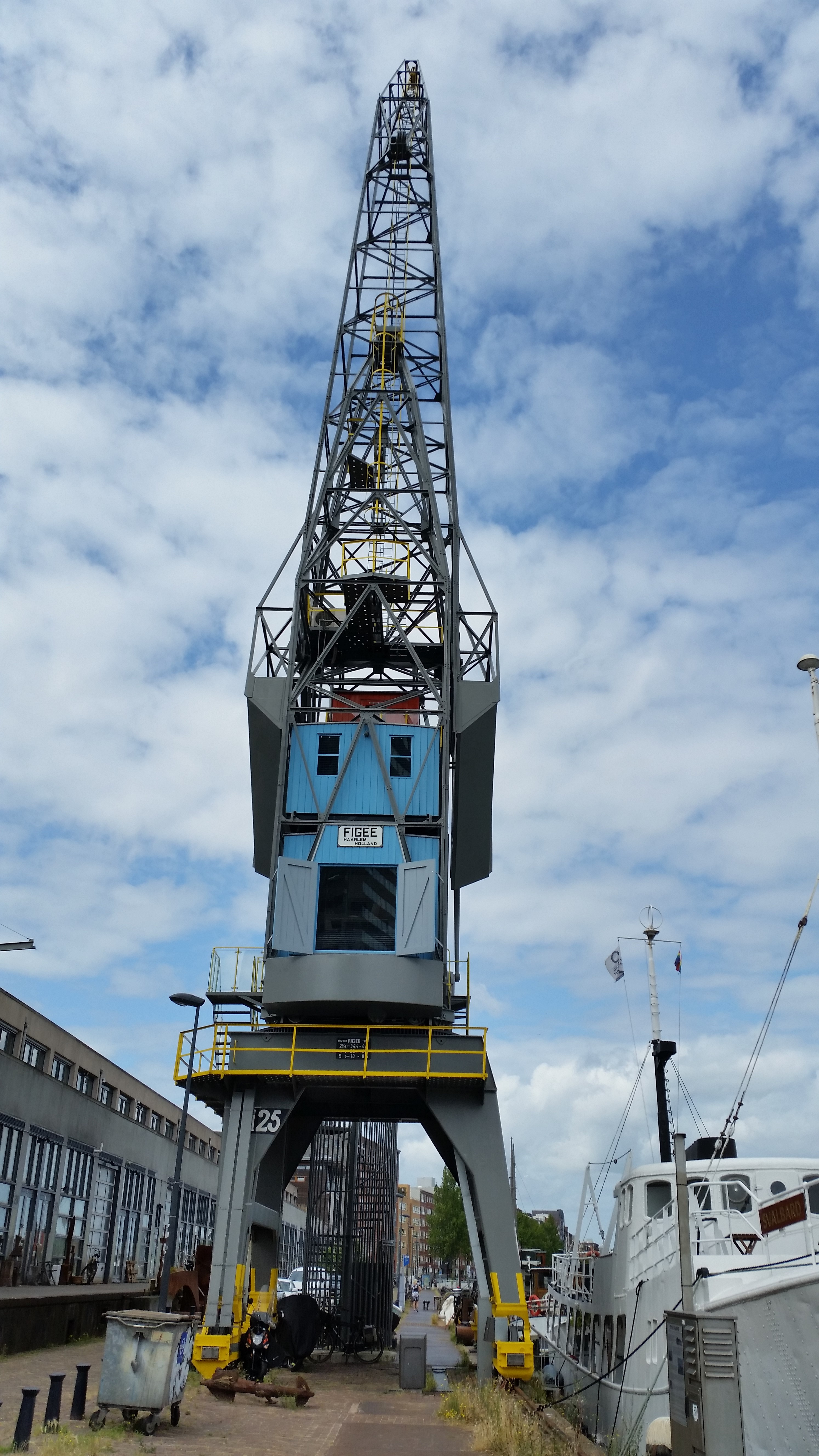
Kraan 2868, Surinamekade
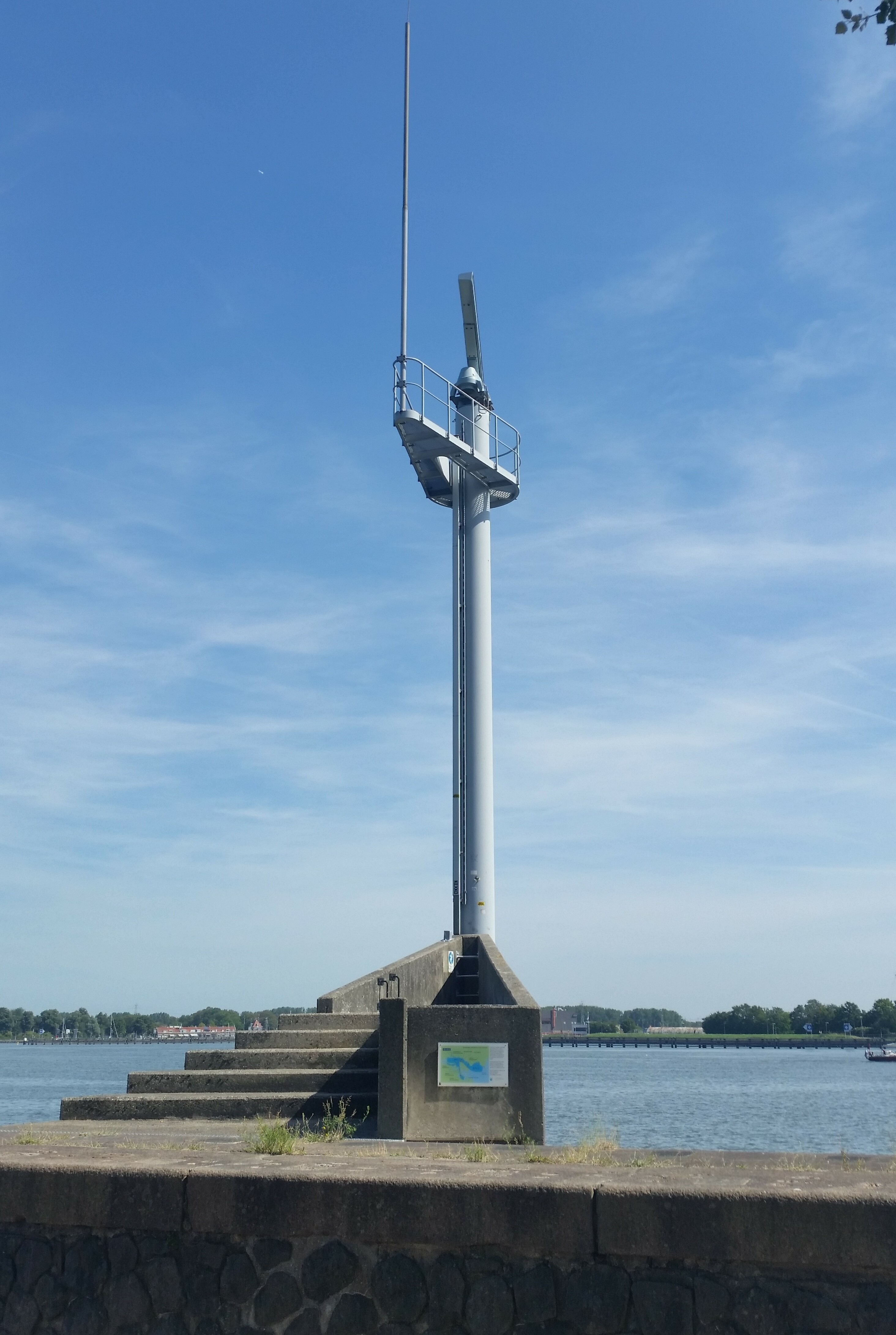
Radarpost Surinamekade

### Kunst in de openbare ruimte

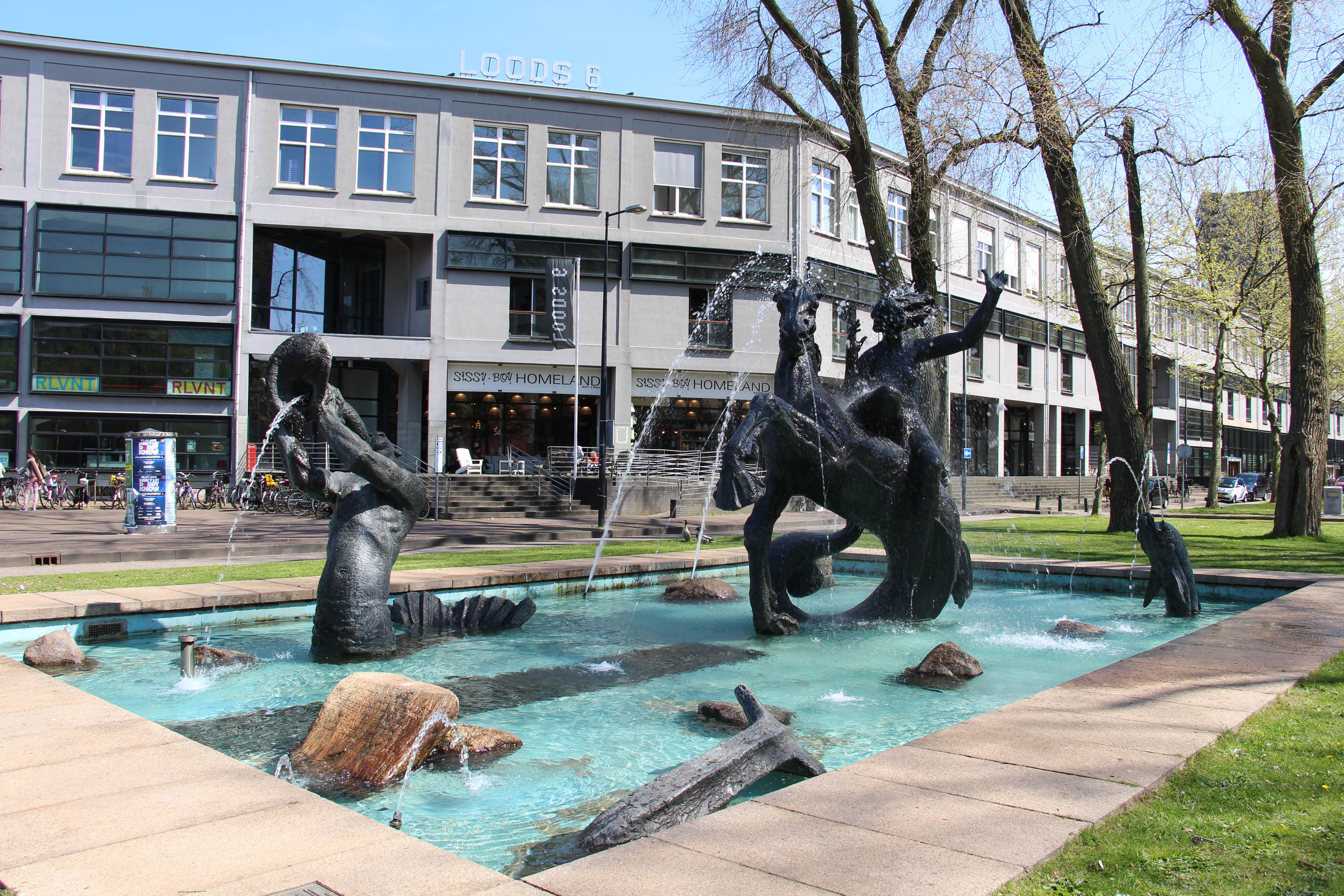
Fontein en beeldengroep Amphitrite (2016)

Ter gelegenheid van het 100-jarig bestaan van de KNSM in 1959 werd door het personeel de beeldengroep en fontein Amphitrite aan de directie geschonken. In 1981 moest, vanwege de toekomstige woningbouw, de beeldengroep verdwijnen. In de jaren negentig werd deze herplaatst in het Oosterdok, nabij het Nederlands Scheepvaartmuseum. In 2009 keerde de beeldengroep en fontein, gemaakt door Albert Termote, terug naar het schiereiland. Het kreeg een plaats in de middenberm van de KNSM-laan, vlak bij het Azartplein. Bij de onthulling op 16 mei 2009 waren veel oud-medewerkers van de KNSM aanwezig. Vlakbij, aan de noordzijde van de KNSM-laan bij de entree van Loods 6, staan de vier reliëfs Havenwerkers van Hildo Krop uit 1916-1919. De sculpturen bekroonden oorspronkelijk een hekwerk bij het voormalige kantoor van Koninklijke Hollandsche Lloyd aan de Oostelijke Handelskade. Toen dat gesloopt werd belandden ze in een gemeentelijk depot. Sinds 1998 staan ze op hun huidige plek.
Op het schiereiland bevinden zich verder diverse kunstwerken uit de periode van de herinrichting:
- Verzonken tafel (Marjet Wessels Boer, 2007), in het Mien Ruysplantsoen.
- Passages (Arno van der Mark, 1994), in de oostelijke gevel van woongebouw Piraeus (Mien Ruysplantsoen).
- Hekwerk Barcelonaplein (Narcisse Tordoir, 1993), in de zuidelijke gevelopening van het Albertcomplex (Levantkade/Barcelonaplein).
- Eerste steen (Jouke Kleerebezem, 1993), in de zuidelijke gevelopening van het Albertcomplex (KNSM-laan/Barcelonaplein).
- Paviljoen/kunstobject van architect Babet Galis, op het 'buspleintje' aan het einde van de KNSM-laan

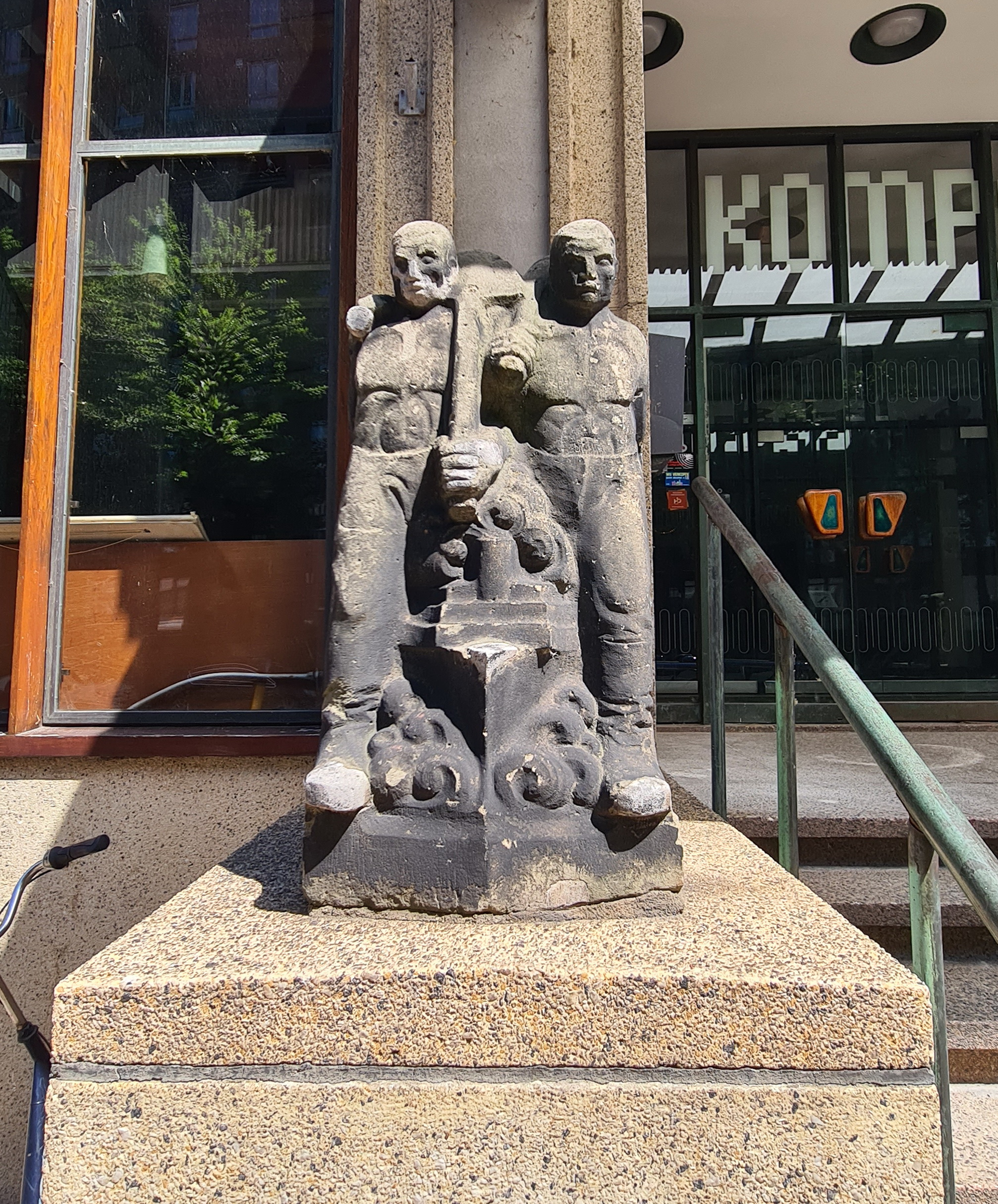
Havenwerkers, KNSM-laan
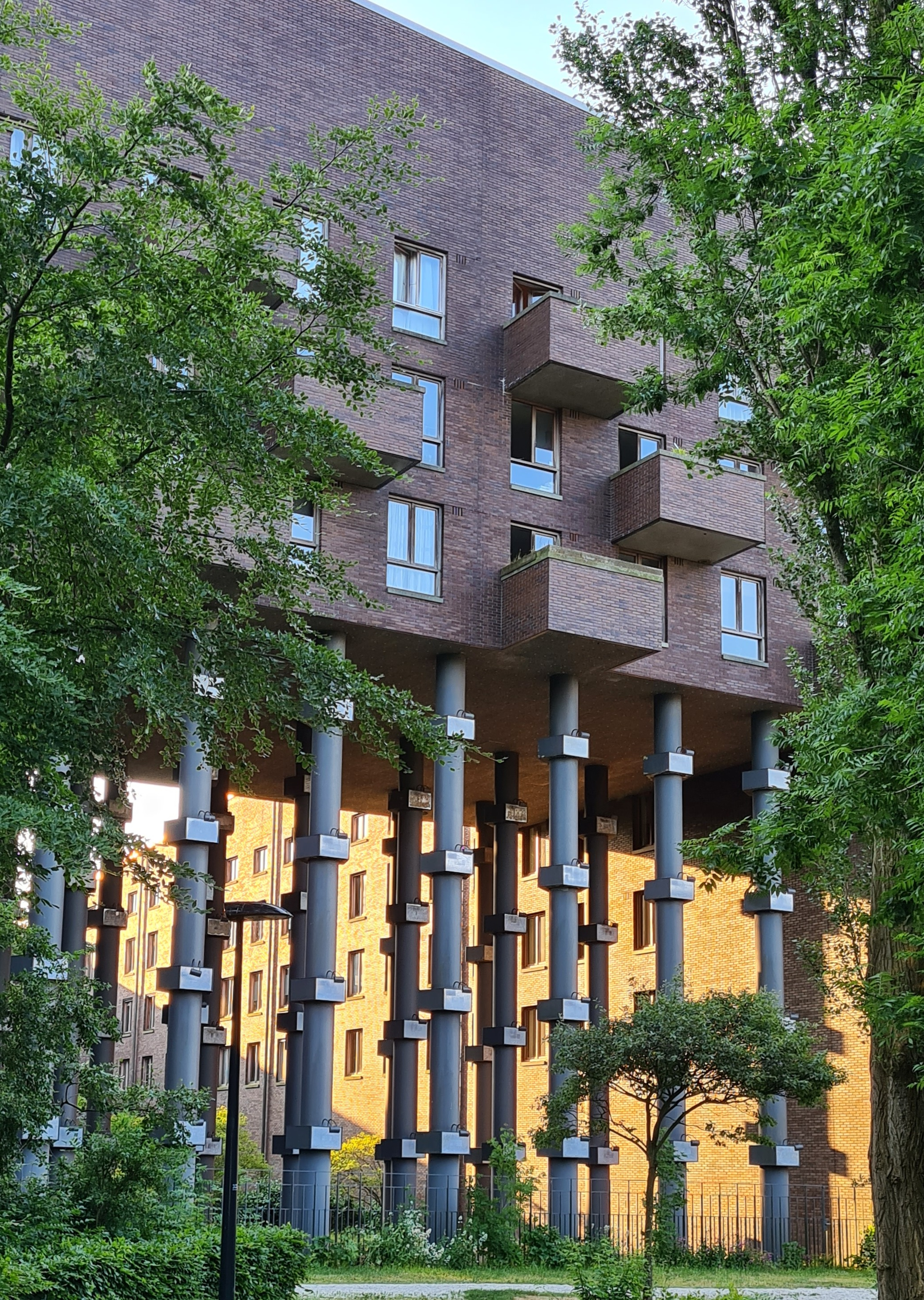
Passages, Mien Ruysplantsoen
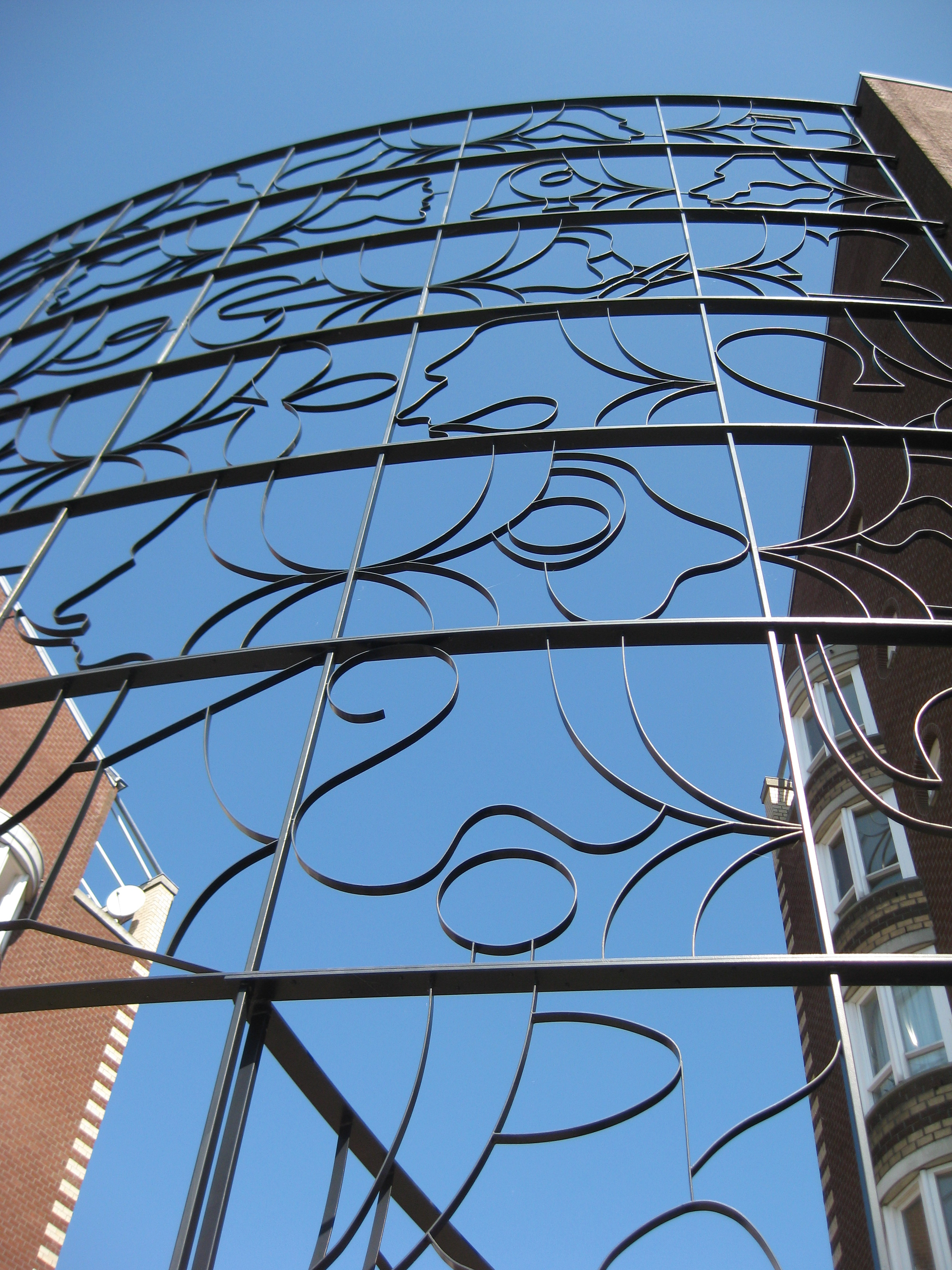
Hekwerk Barcelonaplein
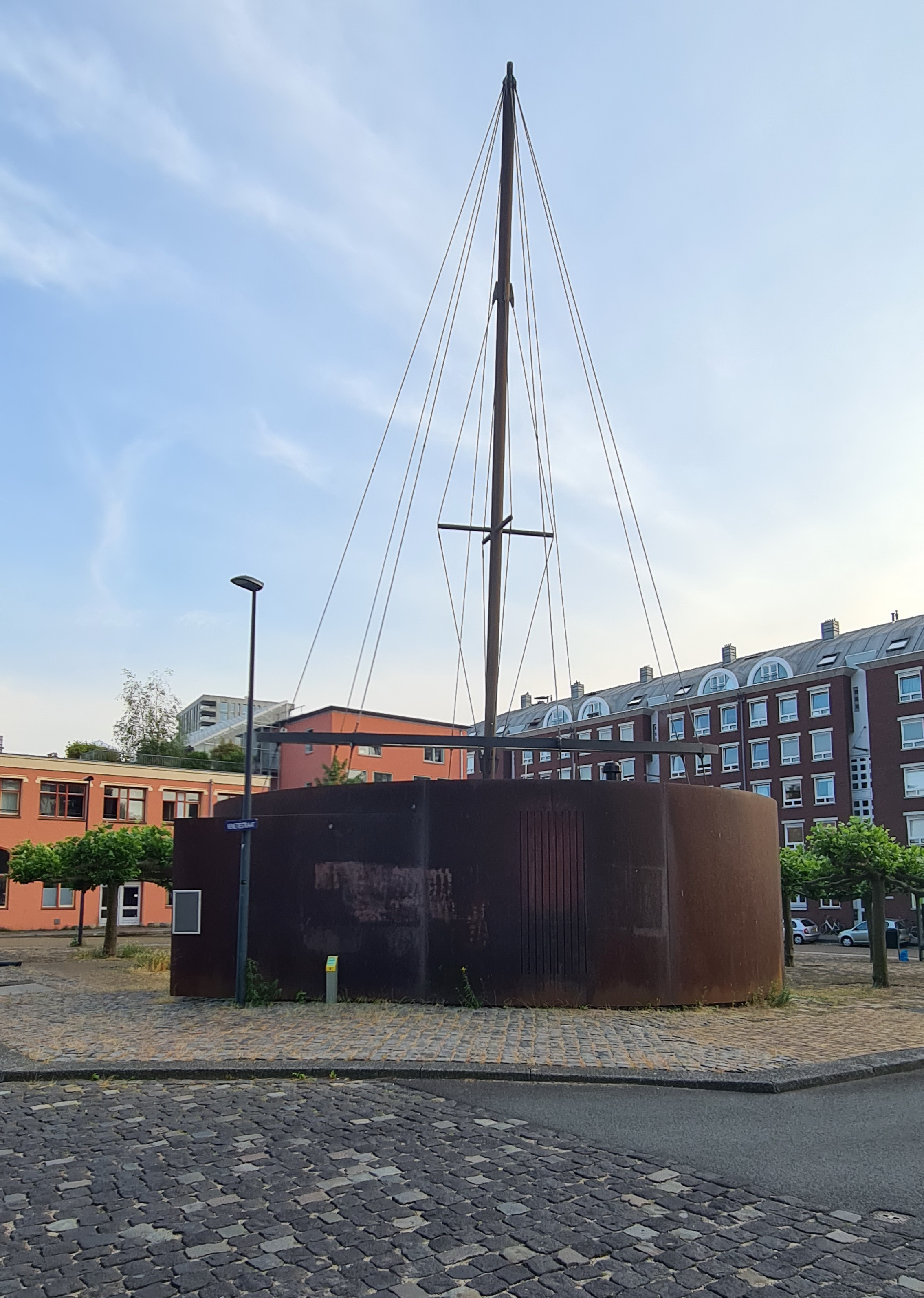
Kunstobject 'buspleintje'

## KNSM-eiland in literatuur, film en documentaire
- In 1991 maakte de Duitse filmmaker Rosemarie Blank een documentaire over de stadsnomaden op het KNSM-eiland, getiteld Transit Levantkade. De film werd onder andere vertoond op het International Film Festival Rotterdam, de Berlinale en was te zien op de Duitse tv-zender ZDF. In 1992 won ze op het Internationale Vrouwenfilmfestival van Créteil daarmee de eerste prijs. De documentaire bevat enige historische onjuistheden. Zo wordt de indruk gewekt dat het Lloyd Hotel op het KNSM-eiland ligt.[19]
- Geert Mak debuteerde in 1992 met de verhalenbundel De engel van Amsterdam. Het laatste verhaal, 'Het eiland', gaat over de stadsnomaden op het KNSM-eiland en de ontruiming van het eiland.[20]
- In 1998 maakte Bregtje van der Haak voor de VPRO-serie De Nieuwe Wereld de televisiedocumentaire Leven en werken over het KNSM-eiland. De documentaire portretteert zes bewoners van wat toen gezien werd als het 'yuppeneiland': business consultant Arnold Piek (32 jaar), controller Ingrid van den Horn (31), hoofd algemene zaken Irene van Laar (51), directeur Dick Verheij (41), creative art manager Manon Schaap (36) en directeur Denise Notermans (42).[15][21]